# Radioåret 2014

## Händelser

### Januari
- 1 januari – I Phoenix i Arizona i USA går två radiostationer, KEXX (på frekvensen 103.9) och KMVA (på frekvensen 97.5), samman.[1]

### Maj
- "Spanarna i P1" tilldelades programmet Rose d'Or[2] vid Montreuxfestivalen i den nyinrättade kategorin online- och radioprogram.

## Avlidna
- 11 mars – Nils Horner, 51, svensk-brittisk journalist vid Sveriges Radio.[3]
- 12 juni – Gunnel Linde, 89, svensk TV- och radioproducent och författare.[4]
- 15 juni – Casey Kasem, 82, amerikansk radio- och tv-personlighet och diskjockey (American Top 40).[5]
- 14 juli – Gunnar Ollén, 100, svensk litteraturvetare och radiochef.[6]
- 18 augusti – Don Pardo, 96, amerikansk radio- och TV-presentatör.[7]
- 8 december – Olle Rossander, 70, svensk journalist och kommentator (Dagens Eko, Studio Ett).[8]

### Fotnoter
1. ↑  "KEXX, KMVA Merge To Launch 'Trending Radio'" from All Access (27 december 2013)
2. ↑  Pressmeddelande 2014-09-17 Sveriges radio (läst 25 april 2017)
3. ↑  "Sveriges Radios Nils Horner mördad i Afghanistan". 12 mars 2014. Läst 4 september.
4. ↑  ”Gunnel Linde har avlidit”. Dagens Nyheter. http://www.dn.se/kultur-noje/nyheter/gunnel-linde-har-avlidit/. Läst 22 juni 2014.
5. ↑  Casey Kasem Dead at 82
6. ↑  Gunnar Ollén har avlidit Sydsvenskan. 15 juli 2014. Åtkomst 15 juli 2014.
7. ↑  ”Don Pardo, the Voice of ‘Saturday Night Live,’ Dies at 96”. The New York Times. http://www.nytimes.com/2014/08/19/nyregion/don-pardo-the-voice-of-saturday-night-live-dies-at-96.html.
8. ↑  Ekonomijournalisten Olle Rossander har avlidit, Sveriges Radio P4 Väst, 13 december 2014